# 大德 (元朝)
- | 1297年二月－1307年 |

| 大德在大蒙古國、元朝和元成宗时期的位置。 |
| ---------------------------------------- |

大德（1297年二月—1307年）是中国历史上元成宗鐵穆耳第二個的年号，共使用了11年。大德十一年五月元武宗海山即位沿用。

## 改元
- 元貞三年——二月，元成宗有詔改元大德。[2][3]
- 大德十一年——正月，元成宗去世。五月二十一日，元武宗海山即位。十二月二十九日，有詔明年改元至大。[4][5]

## 西曆紀年對照表
| 大德 | 元年   | 二年   | 三年   | 四年   | 五年   | 六年   | 七年   | 八年   | 九年   | 十年   |
| ---- | ------ | ------ | ------ | ------ | ------ | ------ | ------ | ------ | ------ | ------ |
| 公元 | 1297年 | 1298年 | 1299年 | 1300年 | 1301年 | 1302年 | 1303年 | 1304年 | 1305年 | 1306年 |
| 干支 | 丁酉   | 戊戌   | 己亥   | 庚子   | 辛丑   | 壬寅   | 癸卯   | 甲辰   | 乙巳   | 丙午   |
| 大德 | 十一年 |        |        |        |        |        |        |        |        |        |
| 公元 | 1307年 |        |        |        |        |        |        |        |        |        |
| 干支 | 丁未   |        |        |        |        |        |        |        |        |        |

## 大事记
- 大德七年——山西洪洞、赵城一带发生8级地震[6]，造成200,000到475,800人死亡，大震后余震数年不止，加之连续三年天旱无收，人民饥寒交迫，流离失所。

## 同期存在的其他政权年号
- 越南
  - 興隆（1293年－1314年）：陳朝—陳英宗陳烇之年号
- 日本
  - 永仁（1293年－1299年）：伏见天皇与后伏见天皇之年号
  - 正安（1299年－1302年）：后伏见天皇与后二条天皇之年号
  - 乾元（1302年－1303年）：后二条天皇之年号
  - 嘉元（1303年－1307年）：后二条天皇之年号
  - 德治（1307年－1308年）：后二条天皇与花园天皇之年号

## 深入閱讀
- 李崇智. . 北京: 中華書局. 2004年12月. ISBN 7101025129.
- 鄧洪波.  (pdf). 臺北: 國立臺灣大學東亞經典與文化研究計劃. 2005年3月  [2021-11-05]. ISBN 9789860005189. （原始内容存档于2007-08-25）.

## 參看
- 中国年号列表
- 其他政权使用的大德年号

| 前一年號： 元贞 | 元朝年号 | 下一年號： 至大 |